# Atenodor Cordilió
Atenodor Cordilió, en llatí Athenodorus Cordylio, en grec antic Αθηνόδωρος Κορδυλίων, fou un filòsof estoic, destacat durant la primera meitat del segle i, nascut a Tars conegut també com a Atenodor de Tars.
Va dirigir la biblioteca de Pèrgam i, en la seva preocupació per conservar la puresa de les seves doctrines, va alterar els treballs dels filòsofs estoics que trencaven l'ortodòxia d'aquest filosofia. Després es va traslladar a Roma i va viure amb Cató el jove, a casa del qual va morir.